# Pafos
Pafos o Pafo (en griego: Πάφος) es una ciudad chipriota capital del distrito homónimo en la costa suroeste de la isla. Fue elegida como Capital Europea de la Cultura en el año 2017.

## Historia
De origen fenicio, aunque la región estaba habitada desde el Neolítico, en la época griega se consideraba que era el lugar de nacimiento de la diosa Afrodita, siendo por ello un importante lugar de su culto, así como de otras deidades prehelénicas de la fertilidad. Desde el siglo XII a. C. existía un templo micénico dedicado a la diosa.
Existía la tradición de que Pafos había sido fundado por Agapenor, de Arcadia, al regresar de la guerra de Troya, que habría construido también el santuario de Afrodita; sin embargo otra tradición atribuía su fundación a Cíniras. También existía un personaje mitológico llamado Pafos, que en una versión era una mujer hija de Galatea y de Pigmalión y en otra era un hombre, hijo de Céfalo y Eos. En ambas versiones era ascendiente —padre o madre— de Ciniras. La tradición de una fundación por los arcadios se ajusta al hecho de que en Chipre se hablaba el dialecto arcado-chipriota, cuyo terminus ante quem se sitúa en torno a los años 1050-950 a. C. y con la noticia dada por Pausanias de la existencia en Tegea, una ciudad arcadia, de un templo de Afrodita Pafia.
Las primeras referencias escritas de Pafos son de la época del rey de Asiria Asarhaddón, en el 672 a. C. Fue una de las ciudades de  Chipre que participó en la revuelta jónica del año 498 a. C., por lo que fue asediada y tomada por los persas. El año 480 a. C. Pafos envió doce naves bajo el mando de Pentilo que lucharon del lado de los persas pero once de ellas fueron destruidas en un temporal cerca de Sepíade y la restante fue capturada por los griegos.
En la Antigüedad se distinguía Palepafos (la antigua Pafos) de una Pafos posterior a la que se le suele denominar Nea Pafos. Suele suponerse que el fundador de Nea Pafos fue el rey Nicocles a fines del siglo IV a. C., aunque también se ha sugerido que Nea Pafos ya podría haber existido en la época clásica y Nicocles solo la habría ampliado. Desde entonces Palepafos siguió existiendo como centro religioso y Nea Pafos era el centro urbano, administrativo y comercial. Desde fines del siglo III a. C. se convirtió en capital de la isla, lo cual se mantuvo en la época romana, hasta la época de Constantino.
Estrabón indica que Palepafos se hallaba a sesenta estadios de Pafos y se celebraba una procesión anual que recorría la distancia entre ambos lugares.
Esta ciudad es mencionada en los Hechos de los Apóstoles, como uno de los lugares de Chipre donde estuvo San Pablo predicando. Desde allí, se embarcó rumbo a Perge.
En la Edad Media fue sede de un arzobispado.

## Hallazgos arqueológicos
La actual ciudad de Pafos, junto con Palepafo, en la actual ciudad de Kouklia, han sido declaradas Patrimonio de la Humanidad por la Unesco en 1980 debido al valor excepcional, tanto histórico como arquitectónico, de los restos de villas, palacios, teatros, fortalezas y tumbas. 
Entre los hallazgos de Pafos y Palepafo se pueden destacar:
- El santuario de Afrodita.
- Una necrópolis del siglo XI a. C.
- Las llamadas «Tumbas de los reyes», un conjunto monumental de varias tumbas decoradas con columnas fechadas en el siglo IV a. C., donde se enterraron altos funcionarios locales.
- El santuario de Apolo Hylates, que se ha fechado a fines del siglo IV a. C.
- El teatro, fechado en el siglo III a. C., con una capacidad de unos 7500-8000 espectadores.
- El Asclepeion.
- Numerosas inscripciones en silabario chipriota, fechadas entre el siglo XI a. C. y el siglo II a. C., aunque desde el siglo III a. C. el único testimonio del uso del silabario son unos sellos fechados después del año 150 a. C.
- Inscripciones en idiomas fenicio, griego y latín.
- Un odeón.
- Catacumbas.
- Varios mosaicos del siglo V, de gran calidad.
- Sinagogas judías.
- Baños de la época bizantina y Edad Media.

Además, a través de testimonios como las inscripciones y el hallazgo de esculturas se puede atestiguar el culto a Artemisa, Dioniso, Hera, Leto, Eros, Heracles, y reyes y reinas históricos. Algunos de estos cultos estaban fusionados con el culto a divinidades locales.

## Galería

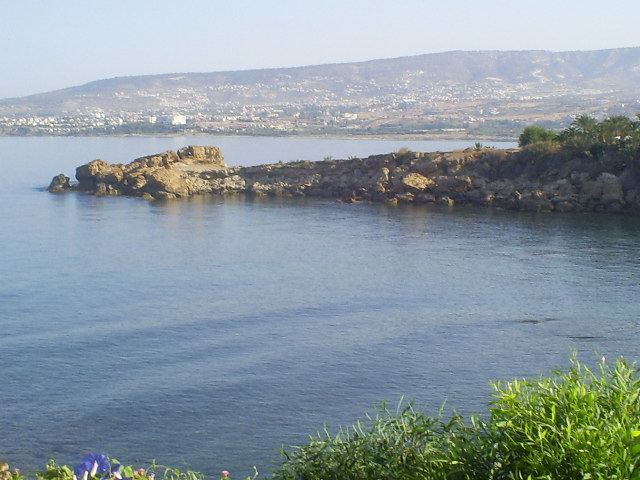
Pafos
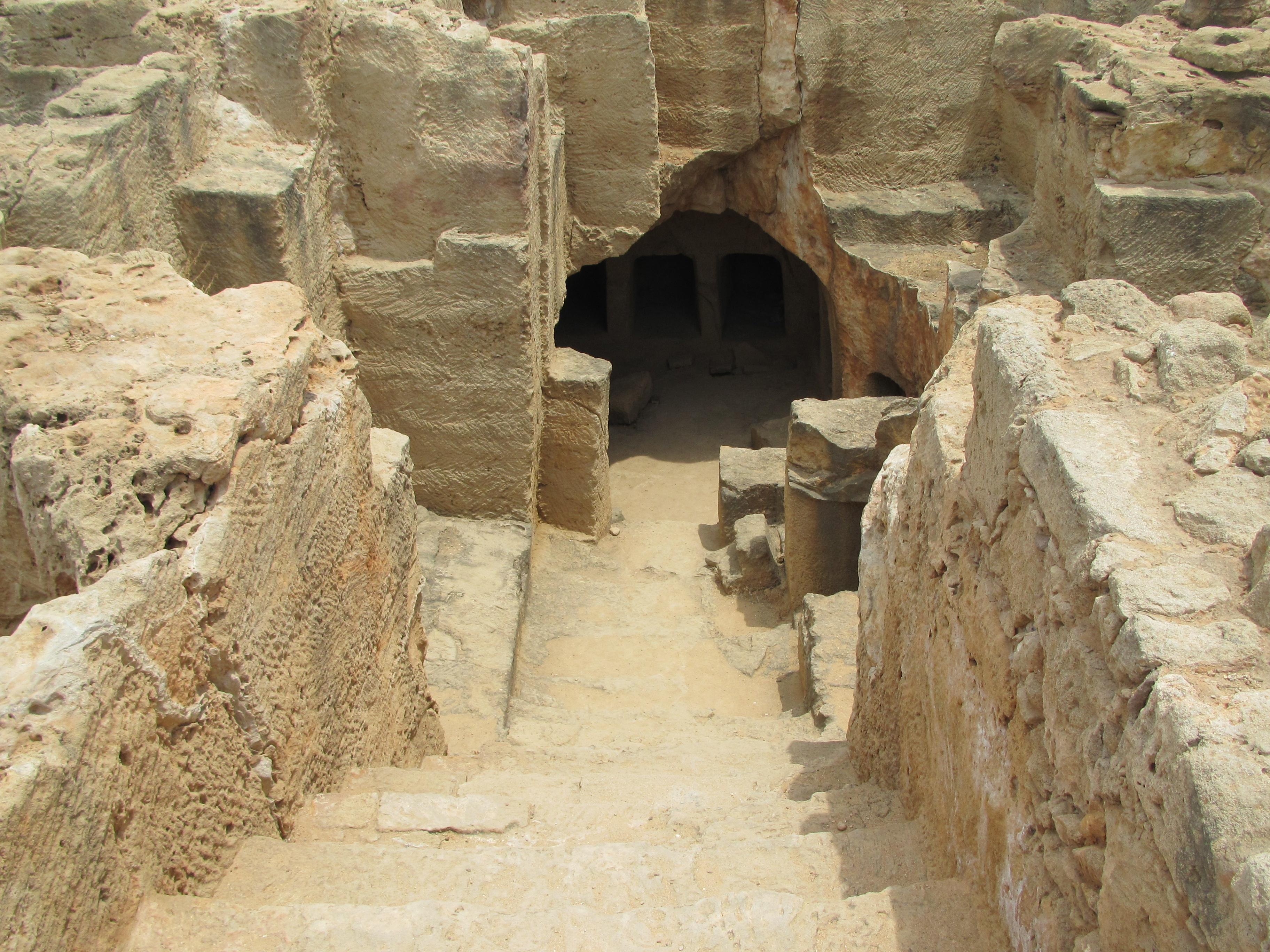
Parte de las Tumbas de los Reyes
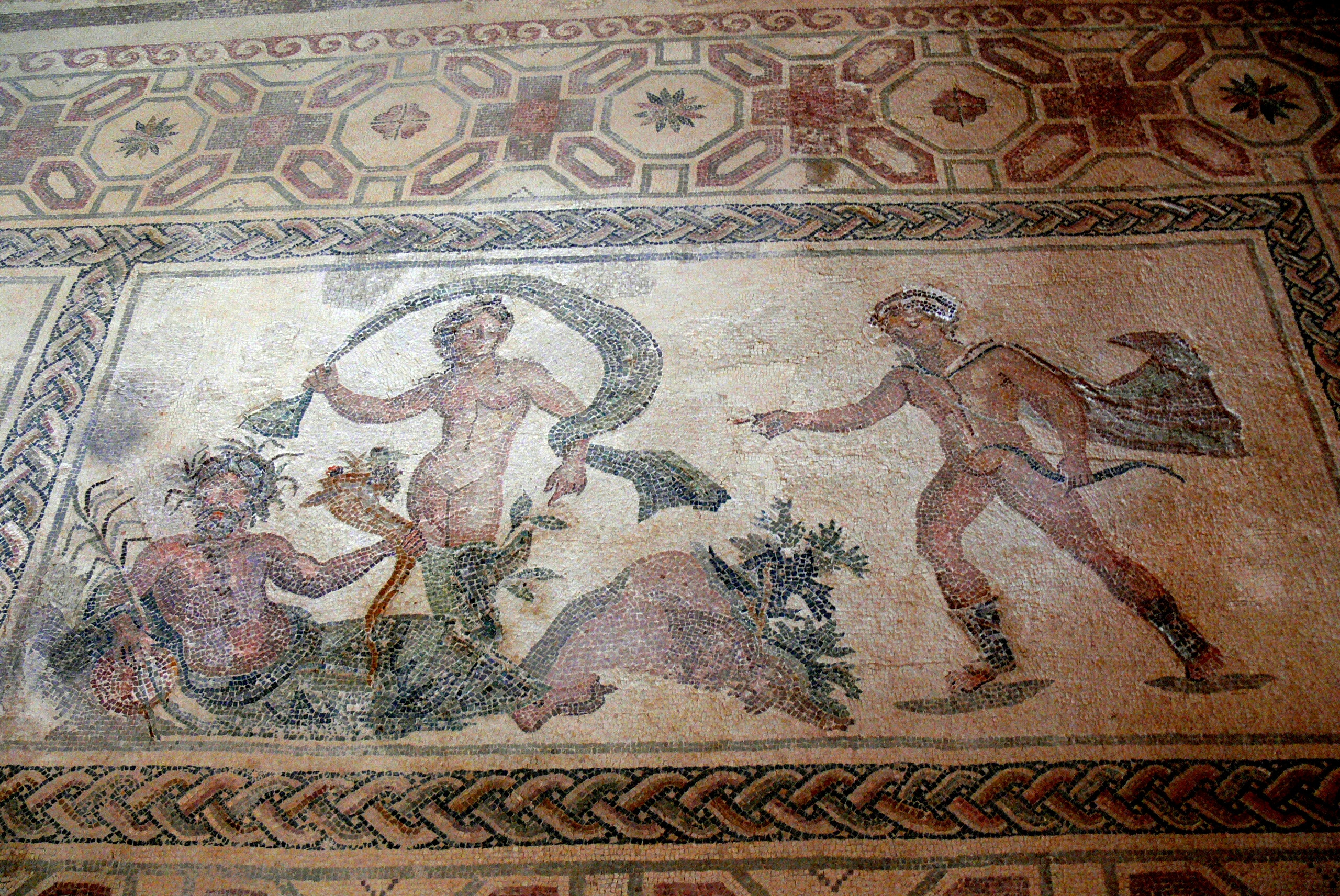
Mosaicos romanos de laCasa de Dioniso, el mito de Apolo y Dafne.
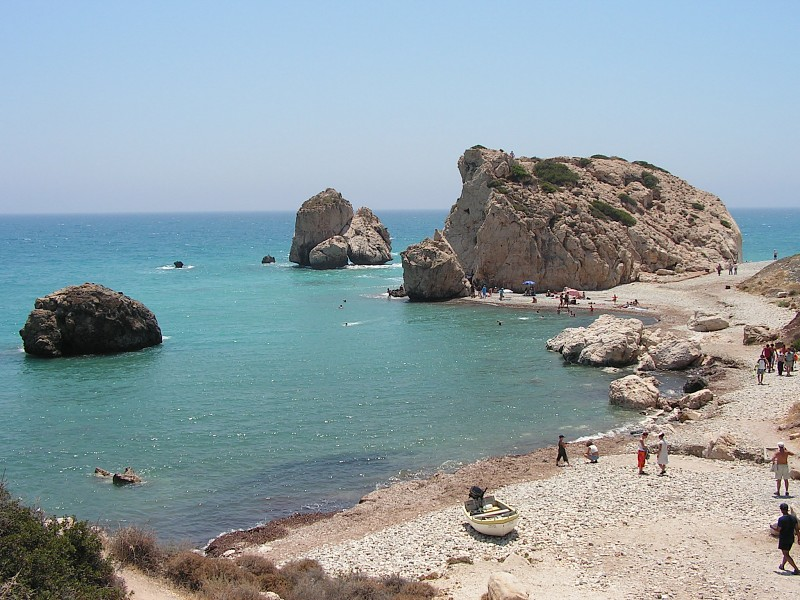
La Roca de Afrodita, según la tradición mítica donde nació Afrodita.

### El santuario de Afrodita
Según relata Heródoto, el culto a Afrodita en Chipre tuvo su origen en el culto que se le rendía en Ascalón, en Fenicia. Los restos más antiguos del primitivo santuario son micénicos y se remontan al siglo XII a. C. Este primer templo fue destruido y un segundo templo fue erigido junto al primero. A la diosa adorada en Pafos se le aplica frecuentemente el calificativo de Anassa (reina). El culto a Afrodita probablemente se fusionó con el culto a Astarté en una época temprana aunque el nombre de Astarté no aparece documentado en inscripciones hasta el siglo IV-III a. C. Probablemente en el santuario de Afrodita las mujeres practicaban prostitución sagrada. Tácito cuenta que el templo de Afrodita de Pafos fue visitado por el emperador Tito en el año 69 y señala que la diosa no era representada como una figura humana sino por una piedra de forma piramidal. Después de un terremoto ocurrido hacia el 76-77, el santuario fue nuevamente reconstruido. El culto a Afrodita en Pafos permaneció hasta el siglo IV.

## Hermanamientos
- Acapulco de Juárez, México[22]
- Morelia, México[22]

| Predecesor: Breslavia San Sebastián | Capital Europea de la Cultura junto con Aarhus 2017 | Sucesor: Leeuwarden La Valetta |